# Love Is Here to Stay
Love Is Here to Stay is een lied geschreven door George Gershwin op teksten van Ira Gershwin. Het is een van de beroemdste liederen van de gebroeders Gershwin en al heel lang een jazzstandard.

## Achtergrond
Het is de laatste song die George geschreven heeft. Hij liet hem onvoltooid achter, slechts 20 maten van het couplet en zonder refrein. Vernon Duke heeft het lied voltooid samen met Oscar Levant en Ira heeft het voorzien van een tekst. Het lied is gebruikt voor de muziekfilm The Goldwyn Follies uit 1938. Het werd een grote hit in 1951 toen het lied werd gebruikt in de muziekfilm An American in Paris. Het lied de oorspronkelijke titel, Our Love Is Here to Stay, teruggeven, wat Ira graag wilde, kon toen niet meer; het lied was al te bekend en te vaak gedrukt, gespeeld en opgenomen.

## Vorm en tempo
Het lied bestaat uit 32 maten en heeft de vorm: intro-A-B. Het tempo is moderato, gematigd swing met een doorgesneden maatsoort: 22. Bijzonder in het lied is dat in de opmaat – bestaande uit drie tellen – elke tel een ander akkoord heeft (C7-Bb-C#dmin), wat direct de sfeer van het nummer weergeeft.
De eerste vier maten van het lied:

## Vertolkers
- Gene Ammons
- Louis Armstrong
- Blossom Dearie
- Joe Bushkin
- Barbara Carroll
- Benny Carter
- Rosemary Clooney
- Elton John
- Warren Vaché
- Harry Edison
- Teddy Edwards
- Booker Erwin
- Bill Evans
- Bill Evans
- Ella Fitzgerald
- Dizzy Gillespie
- Woody Herman
- Johnny Hodges
- Billie Holiday
- Shirley Horn
- Eddy Howard
- Stan Kenton
- Barney Kessel
- Gene Krupa
- Jackie McLean
- Lennie Niehaus
- Red Norvo
- Joe Pass
- Oscar Peterson
- Bud Powell
- Dizzy Reece
- Three Sounds
- Dave Brubeck
- Dave Grusin
- Dinah Washington
- Hal Mooney
- Cannonball Adderley
- Ben Webster
- Joe Williams
- Count Basie
- Teddy Wilson
- Lester Young
- Brian Wilson